# Loxoconchidea
Loxoconchidea is een geslacht van kreeftachtigen uit de klasse van de Ostracoda (mosselkreeftjes).

## Soorten
- Loxoconchidea dolgoiensis Schornikov & Sokolenko, 1999
- Loxoconchidea dolgoiensis Brouwers, 1993
- Loxoconchidea minima Bonaduce, Ciampo & Masoli, 1976